# 元斗才
- 元斗載

元 斗才（ウォン・ドゥジェ、朝鮮語: 원두재、1997年11月18日 - ）は、大韓民国出身のプロサッカー選手。Kリーグ2・金泉尚武FC所属。ポジションは、ディフェンダー（DF）。

## 経歴
雲湖高校を経て、名門・漢陽大学校へ進学し、背番号「10」を背負った。また、2016年にはU-19韓国代表に選出された。
2017年6月、国内の複数クラブからの誘いを断り、漢陽大を休学し、日本のアビスパ福岡へ加入。加入の際、登録名を「ウォン・ドゥゼ」としたが、翌日に「ウォン・ドゥジェ」に変更することが発表された。
2017年12月、AFC U-23選手権2018に参加するU-23韓国代表の代表合宿に初招集された。
2020年、蔚山現代FCに完全移籍。

## 人物
- 登録ポジションはDFだが、ボランチでのプレーも得意とする。そのため、韓国では奇誠庸の後継者と呼ばれている。
- アビスパ福岡入団後に、母校の漢陽大学校に1億ウォン（当時のレートで約970万円）を寄付した[5]。

## 所属クラブ
- ソウル恩平初等学校（朝鮮語版）
- 阿峴中学校（朝鮮語版）
- 雲湖高等学校（朝鮮語版）
- 漢陽大学校
- 2017年6月 - 2020年  アビスパ福岡
- 2020年 - 2024年  蔚山現代FC / 蔚山HD FC
  - 2023年 - 2024年  金泉尚武FC (兵役)
- 2024年 -  ホール・ファカン・クラブ

## 個人成績
| 国内大会個人成績 | 国内大会個人成績 | 国内大会個人成績 | 国内大会個人成績 | 国内大会個人成績 | 国内大会個人成績 | 国内大会個人成績 | 国内大会個人成績 | 国内大会個人成績 | 国内大会個人成績 | 国内大会個人成績 | 国内大会個人成績 |
| 年度             | クラブ           | 背番号           | リーグ           | リーグ戦         | リーグ戦         | リーグ杯         | リーグ杯         | オープン杯       | オープン杯       | 期間通算         | 期間通算         |
| 年度             | クラブ           | 背番号           | リーグ           | 出場             | 得点             | 出場             | 得点             | 出場             | 得点             | 出場             | 得点             |
| 日本             | 日本             | 日本             | 日本             | リーグ戦         | リーグ戦         | リーグ杯         | リーグ杯         | 天皇杯           | 天皇杯           | 期間通算         | 期間通算         |
| ---------------- | ---------------- | ---------------- | ---------------- | ---------------- | ---------------- | ---------------- | ---------------- | ---------------- | ---------------- | ---------------- | ---------------- |
| 2017             | 福岡             | 6                | J2               | 18               | 2                | -                | -                | 0                | 0                | 18               | 2                |
| 2018             | 福岡             | 6                | J2               | 17               | 0                | -                | -                | 1                | 0                | 18               | 0                |
| 2019             | 福岡             | 6                | J2               | 33               | 0                | -                | -                | 2                | 0                | 35               | 0                |
| 通算             | 日本             | 日本             | J2               | 68               | 2                | -                | -                | 3                | 0                | 71               | 2                |
| 総通算           | 総通算           | 総通算           | 総通算           | 68               | 2                | -                | -                | 3                | 0                | 71               | 2                |

その他の公式戦
- 2017年
  - J1昇格プレーオフ 2試合0得点

- Jリーグ初出場 - 2017年7月29日 J2第25節 モンテディオ山形戦（レベルファイブスタジアム）
- Jリーグ初得点 - 2017年9月18日 J2第33節 ロアッソ熊本戦（えがお健康スタジアム）

## 代表歴
- 2015年 U-18韓国代表
- 2016年 U-19韓国代表
- 2017年 - U-22.23韓国代表
  - AFC U-23選手権2018 強化合宿（2017年）
  - 蔚山強化合宿（2018年）
  - タイ強化合宿（2019年）
  - AFC U-23選手権2020予選（2019年）
  - AFC U-23選手権2020 （2020年）

### 試合数
- 国際Aマッチ 7試合（2020年-2023年）[6]

| 韓国代表 | 国際Aマッチ | 国際Aマッチ |
| 年       | 出場        | 得点        |
| -------- | ----------- | ----------- |
| 2020     | 2           | 0           |
| 2021     | 4           | 0           |
| 2022     | 0           | 0           |
| 2023     | 1           | 0           |
| 通算     | 7           | 0           |